# Енсепов, Асылбек Жасаралович
Асылбе́к Жасаралулы́ Енсе́пов (каз. Асылбек Еңсепов; род. 5 апреля 1980, Актюбинск, Казахская ССР) — кюйши-домбрист. Заслуженный деятель Республики Казахстана (2016). Лауреат государственной премии «Дарын» (2005). Лауреат независимой премии «Платиновый Тарлан» (2003). Основатель и руководитель музыкальной школы «Домбыра» в Алматы и музыкальной академии Домбры в Дубае, ОАЭ.

## Биография
Из рода Шекты племени Алимулы. Его первым учителем был отец, композитор Жасарал Енсепов. Вначале учился игре на скрипке, затем — на домбре. Окончил музыкальную школу им. А. Жубанова, в 2000 году — Казахскую консерваторию им. Курмангазы. А также Казахский экономический университет им. Т. Рыскулова на факультете «Финансы и кредит».

### Семья
Отец — Жасарал Енсепов, доктор наук, композитор, мать — Фарида, домохозяйка.
Братья: Айбек, дизайнер; Сырым, певец.
Супруга: Айжан Нусупбекова
Дети: сын — Исатай (род. 24 августа 2002 года), дочь — Аяла (род. 16 августа 2017 года), дочь Маруа 24 мая 2021, сын Тайман 13 января 2023.

## Творчество
Выступает в качестве солиста с 1999 года. Вместе с отцом развивает стиль ДЭККО, в котором сочетаются домбра, эстрада, кюй, компьютер и орындаушы (исполнитель).
Гастролировал в Минске (2011).
Стаж работы в искусстве — 35 лет.
1998—2001 г. Ансамбль «Гульдер».
1998—2011 г. Участие в правительственных мероприятиях, в том числе на площадке мировых концертных залах: Карнеги-холл, А́льберт-холл, Дворец Хофбург.
2009 г. Участие в кинофильме Акана Сатаева «Ағайынды».
2011—2013 гг. Учился и работал на мировой студии «Universal Studios», Лос-Анджелес, США.
2013г- . Основатель и руководитель Музыкальной школы «Домбыра» имени Жасарала Енсепова.
2023 г. — Основатель и руководитель Музыкальной академии Домбры в Дубае, ОАЭ.

### Дискография
- 1998 [аудиокассета]
- 2000Аудио кассета «Аке толгауы»
- «Адай»[5] (тираж 5000)[6]
- 2003 Компакт диск «Улы жібек жолы»
- 2006 «Великий шёлковый путь»[5]
- 2015 Компакт диск «Ару ана»
- 2015 Компакт диск «The way»
- 2015 Компакт диск «Acoustic Album»
- 2024 Сингл в дуете с Мейрамбеком Беспаевым «7\8»
- 2025 Видео антология из 12 композиций

## Награды и признание
- Гран-при Республиканского конкурса домбристов среди юношей (1990)[2]
- Лауреат конкурса молодых музыкантов имени А. Кашаубаева (1991)
- Лауреат XXV-го конкурса молодых музыкальных исполнителей (1991)
- Стипендиат Казахского фонда культуры «Новые имена» (1992)[7]
- Лауреат всемирного фестиваля имени «Бритон» (1992, Франция)
- Лауреат международного фестиваля. (1993, Турция)
- Лауреат XVII Республиканского конкурса среди профессиональных домбристов (1995)
- Диплом I-ой степени «Гран — При» международного телефестиваля эстрадной и фольклорной музыки «Иссык-Куль −98» (1998, Киргизия)[5]
- Лауреат Международного конкурса им. Курмангазы (1998)
- Республиканского фестиваля творческой молодёжи «Шабыт» (1998)[7]
- Звание лауреата премии Союза молодежи Казахстана (1998)[7]
- Участие (в качестве гостя) в Республиканском конкурсе «Жас канат» (1998)
- Участие (в качестве гостя) на Международном фестивале «Азия-Дауысы» (1999)
- Победитель ежегодного телевизионного фестиваля «Песня года — Золотой диск» (1999) в номинации «Открытие года»[2]
- Лауреат фестиваля «Золотой-Диск» (2000—2001)
- Лауреат премии «Тарлан» (2003)[7]
- Государственная молодёжная премия «Дарын» (2004)[7]
- Научная работа «Возможности домбры в искусстве» (2005)
- Музыкальная премия телеканала MuzZone (2009) — за лучший альбом года[8]
- Заслуженный деятель Казахстана (2016).